# الپین، شهرستان مندوسینو، کالیفرنیا
الپین، شهرستان مندوسینو، کالیفرنیا (به انگلیسی: Alpine, Mendocino County, California) یک منطقهٔ مسکونی در ایالات متحده آمریکا است که در کالیفرنیا واقع شده‌است.

## خصوصیات
الپین ۷۱ متر بالاتر از سطح دریا واقع شده‌است.